# Kongo-Brazzavilles departement
Kongo-Brazzaville är indelat i tolv departement (franska: départements, singularis département), tidigare kallade regioner (régions, singularis région). Departementen är i sin tur indelade i 16 städer (communes, singularis commune) och 90 distrikt (districts, singularis district). De två största städerna Brazzaville och Pointe-Noire är samtidigt departement.
| Namn          | Huvudstad    | Yta (km²)[källa behövs] | Invånare (2018) |
| ------------- | ------------ | ----------------------- | --------------- |
| Bouenza       | Madingou     | 12 266                  | 434 925         |
| Cuvette       | Owando       | 46 060                  | 219 584         |
| Cuvette-Ouest | Ewo          | 28 790                  | 102 724         |
| Kouilou       | Loango       | 12 517                  | 129 398         |
| Lékoumou      | Sibiti       | 20 950                  | 135 643         |
| Likouala      | Impfondo     | 66 044                  | 216 869         |
| Niari         | Dolisie      | 25 940                  | 325 442         |
| Plateaux      | Djambala     | 38 400                  | 245 683         |
| Pool          | Kinkala      | 33 377                  | 332 934         |
| Sangha        | Ouesso       | 55 800                  | 120 650         |
| Brazzaville   | Brazzaville  | 588                     | 1 932 610       |
| Pointe-Noire  | Pointe-Noire | 2 134                   | 1 006 611       |

| Karta                           |
| ------------------------------- |
| Kongo-Brazzavilles departement. |